# Álvaro de Luna (cantant)
Álvaro de Luna   (Sevilla, 28 de setembre de 1994) és un cantant i compositor espanyol, exvocalista del grup Sinsinati. Començà en la música amb tan sols 9 anys únicament amb la seva guitarra oferint concerts en escenaris locals cantant covers de grans artistes del panorama pop espanyol: Jarabe de Palo, La Oreja de Van Gogh, Melendi, entre d'altres. Álvaro de Luna supera els 12.000 seguidors a Spotify i es troba a punt de superar la xifra d'1,3 milions d'oients mensuals (260.000 són de Madrid; 140.000, de Barcelona; i la resta, de les províncies de València, Sevilla i Bilbao). Des de la seva primera aparició a La voz, Álvaro de Luna ha tingut molta presència a les xarxes socials.

## Discografia
La discografia d'Álvaro de Luna com a vocalista a Sinsinati és:
- Cuando Éramos Dos (2018)
- Indios y Vaqueros (2018)
- Gitana de Madrid (2019)
- Mi lugar (2019)
- Bailemos un vals (feat. El Kanka) (2020)

D'altra banda, la discografia d'Álvaro de Luna com a cantant individual és:
- 2020: Juramento eterno de sal
- 2020: Nivel Experta (Fredi Leis feat. Álvaro de Luna)
- 2021: Quiero
- 2021: Duele
- 2021: Morena
- 2021: Llueve sobre mojado (amb Pablo Alborán i Aitana)
- 2021: Mañana (feat. Lola Indigo)
- 2024: La noia (Angelina Mango feat. Álvaro de Luna)